# Fourmies
Fourmies és un municipi francès, situat a la regió dels Alts de França, al departament del Nord. L'any 2006 tenia 13.155 habitants. Antigament formà part del comtat d'Hainaut. Limita al nord amb Glageon, al nord-est amb Trélon, a l'est amb Anor, al sud amb Mondrepuis, al sud-oest amb Clairfontaine, a l'oest amb Wignehies i al nord-oest amb Féron.

## Demografia
| Evolució de la població Ehess i INSEE |       |       |       |       |       |       |       |       |
| 1793                                  | 1800  | 1806  | 1821  | 1831  | 1836  | 1841  | 1846  | 1851  |
| 1 474                                 | 1 560 | 1 741 | 1 935 | 2 247 | 2 450 | 2 634 | 3 048 | 3 360 |

| 1856  | 1861  | 1866  | 1872  | 1876   | 1881   | 1886   | 1891   | 1896   |
| ----- | ----- | ----- | ----- | ------ | ------ | ------ | ------ | ------ |
| 4 654 | 5 357 | 7 045 | 9 989 | 11 888 | 15 052 | 14 771 | 15 895 | 15 287 |

| 1901   | 1906   | 1911   | 1921   | 1926   | 1931   | 1936   | 1946   | 1954   |
| ------ | ------ | ------ | ------ | ------ | ------ | ------ | ------ | ------ |
| 14 083 | 13 876 | 14 148 | 11 991 | 13 939 | 13 815 | 13 787 | 12 694 | 13 414 |

| 1962   | 1968   | 1975   | 1982   | 1990   | 1999   | 2006 | 2011 | 2016 |
| ------ | ------ | ------ | ------ | ------ | ------ | ---- | ---- | ---- |
| 14 508 | 15 117 | 15 505 | 15 242 | 14 505 | 13 867 | -    | -    | -    |

| 2019 | - | - | - | - | - | - | - | - |
| ---- | - | - | - | - | - | - | - | - |
| -    | - | - | - | - | - | - | - | - |

## Administració
| Període   | Identitat        | Partit |
| --------- | ---------------- | ------ |
| 1945-1953 | Marcel Ulrici    |        |
| 1953-1959 | Georges Coppeaux |        |
| 1959-1976 | Jules Lassalle   |        |
| 1976-1977 | Marcel Moreaux   | PS     |
| 1977-1995 | Fernand Pecheux  | PCF    |
| 1995-2001 | Alain Berteaux   | PCF    |
| 2001-2008 | Martine Roux     | UMP    |
| 2008-     | Alain Berteaux   | PCF    |

## Agermanaments
- Bernburg
- Fridley

## Fills predilectes de Fourmies
- Antoon Krings, escriptor i il·lustrador